# Mala Zubivșciîna, Korosten
Mala Zubivșciîna (în ucraineană Мала Зубівщина) este localitatea de reședință a comunei Mala Zubivșciîna din raionul Korosten, regiunea Jîtomîr, Ucraina.

## Demografie
Componența lingvistică a localității Mala Zubivșciîna
     Ucraineană (88,28%)
     Rusă (6,72%)
Conform recensământului din 2001, majoritatea populației localității Mala Zubivșciîna era vorbitoare de ucraineană (88,28%), existând în minoritate și vorbitori de rusă (6,72%).